# Мрії здійснюються (фільм, 1959)
«Мрії збуваються» — радянський фільм 1959 року режисера Михайла Вінярського.

## Сюжет
Повним ходом йде будівництво Кременчуцької ГЕС, але цієї весни Дніпро розливається раніше, ніж зазвичай. Досвідчені гідробудівники відчувають небезпеку. Паводок який трапляється раз на тисячу років загрожує затопити місто. Щоб врятувати людей, головний інженер Ільченко вирішує підірвати щойно збудовану греблю… Начальник будівельної ділянки Берест проти цього, пропонуючи перекинути всю техніку та прийняти паводок на греблю.
Ільченко підриває греблю, місто врятовано, але термін будівництва зсувається на рік. Чи правильне таке рішення? Тривожної ночі про це думають усі будівельники, про це думає і сам Ільченко… Керівництво оцінило сміливий вчинок Ільченка. Його премійовано, йому винесено подяку.
Нелегко доводиться Ільченку, який став начальником будівництва, необхідно не тільки відновити греблю, а й у строк перекрити Дніпро, закінчити спорудження ГЕС. Будівельники розв'язують безліч проблем, але встигають у строк, відстає тільки ділянка самозакоханого Береста, який вибухом перекриває притоку Дніпра, сміливим інженерним рішенням рятуючи будівництво.

## В ролях
- Андрій Попов — Петро Тарасович Ільченко, головний інженер, а потім і керівник будівництва
- Борис Чирков — Павло Андрійович Лещук, досвідчений будівельник
- Тетяна Пілецька — Ганна, дружина Ільченко / Лідія, дочка Ільченко
- Лев Золотухін — Іван Матвійович Берест, інженер
- Роза Балашова — Ольга Павлівна, дочка Лещука
- Павло Кашлаков — Сашко
- Іван Кузнєцов — Ібрагім Ібрагімович Аламбеков, старший механік
- Володимир Данченко — Ілля Коршунов
- Володимир Балашов — Михайло Савельевич Лощинський
- І. Мильний — Іван Петрович, майстер
- Дмитро Іванов — професор
- Валентина Франчук — дружина Лещука
- Володимир Савельєв — Юрій Мартинович, молодий робітник
- Олександр Лебедєв — Веретюк, молодий робітник
- Юрій Саричев — Валька, молодий робітник
- Олександр Потапов — молодий робітник

## Знімальна група
- Режисер — Михайло Вінярський
- Сценаристи — Микола Таубе
- Оператор — Федір Сільченко
- Композитор — Аркадій Філіпенко
- Художник — Юрій Богатиренко, Михайло Заєць